# 小觀音山

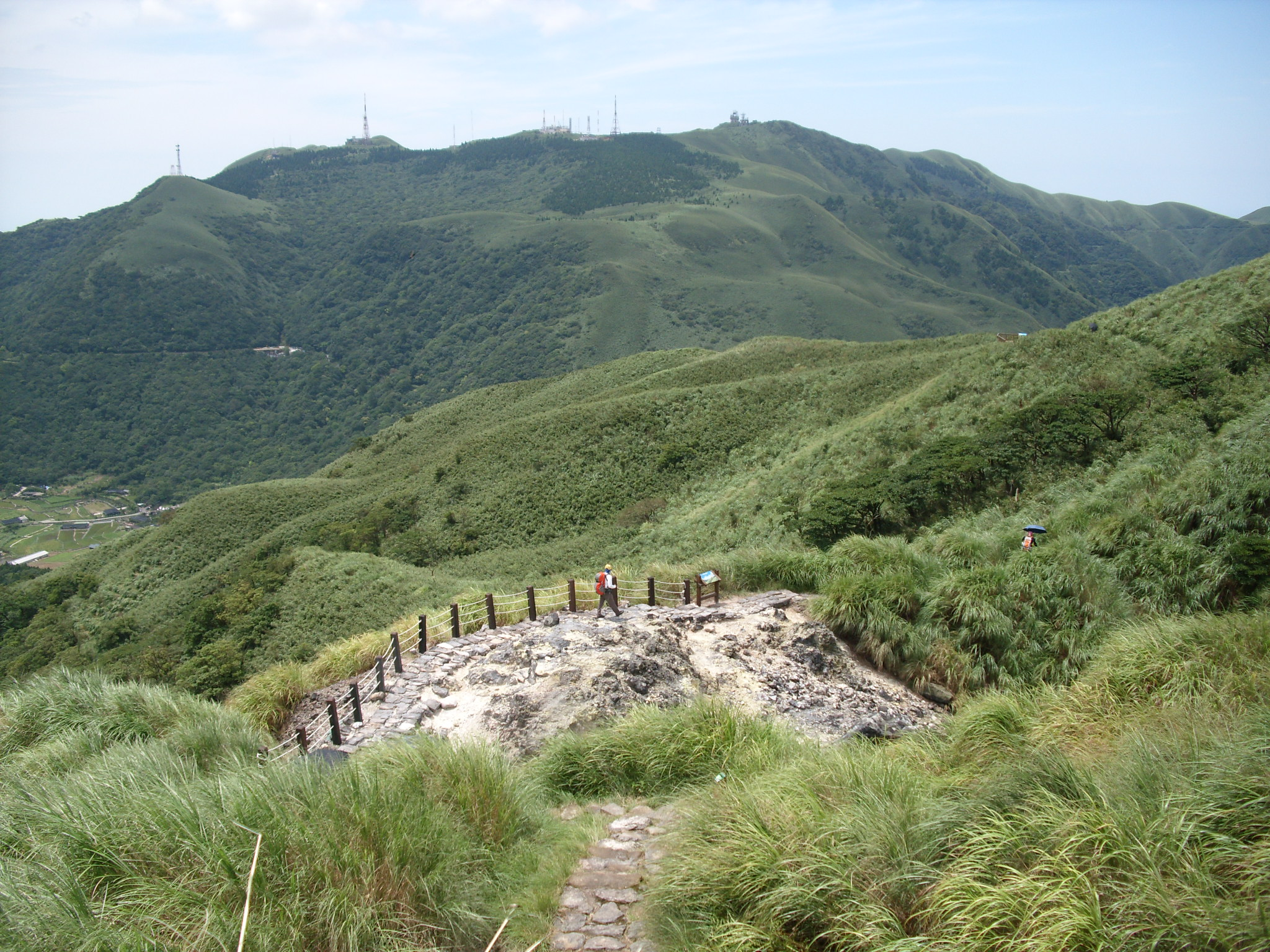
七星山至小油坑步道及對面的小觀音山。

小觀音山是台灣大屯火山群的一群山峰，位於新北市三芝區與台北市北投區交界處，小觀音山主峰高1066公尺，各山山峰環繞著全台灣最大的火山口。小觀音山一名來自於比它更著名的觀音山，但事實上小觀音山的山體、高度都比觀音山來得大。

## 位置和地形
小觀山山群向東北延稜線可接竹子山西南隔巴拉卡公路與大屯山群峰相望、東南與七星山對望。東北沿大屯溪河谷可至三芝的北新莊。
小觀音山火山口直徑1200公尺，深約300公尺，是台灣最大的火山口，大屯溪各支流由四周山區流出匯聚，最後由火山口的西北緣切割流出，是火山口唯一的開口，小觀音山各山峰即環繞著小觀音山火山口，由朝西北開口順時針，主要山峰有主峰（1066公尺）、西峰（1043公尺）、西西峰（1056公尺）、西北峰（892公尺），北北峰（1040公尺）、北峰（1058公尺），小觀音主峰因被劃為軍事用地，目前有戰備道可抵達。小觀音山山上，有許多電視及廣播的訊號發射站。

## 植被和景觀
小觀音山的稜線上受到強勁東北季風的影響，森林不發達，植被為高草原，主要植物為芒草，秋天時可觀賞白色芒草景觀。而較低處及火山口內則大量生長箭竹，造成登山的險阻以及易迷失方向，當地居民則在春秋二季會至此採筍
小觀音山的視野遼闊，視界半徑約116公里，除了可在稜線上觀賞火山口，因正好位於大屯火山區三座主要山峰之間的中心位置，而成為欣賞大屯山、七星山、竹子山山景的適當地點。
日本曾經在1935年的臺灣始政40年萬國博覽會會場上，展出「草山（陽明山）十二景」，而小觀音山就是二月景的冰雪斗景。研究臺灣地質生態的日本學者鹿野忠雄曾認為小觀音山臺灣三大冰河時代的遺物。

## 登山路線
早期小觀音山因軍事管制，少有登山客造訪，後由台灣登山界人士林宗聖開發由三芝沿大屯溪的大屯溪古道進入小觀音山火山口的路線，才開始受到注意，成為現在一般登小觀音山路線，抵到火山口後有二、三條路可上抵達小觀音山稜線。
除了大屯溪古道一線之外，亦可由巴拉卡公路戰備道路上爬至小觀音山，或由竹子山縱走至小觀音山，但後者可能受阻於軍事管制，前者則路途遙遠，難度較高。

## 電視、電台訊號設備配置

### 數位無線電視
| 頻率    | 電視台 | 天線功率 | 播送區域                                         |
| ------- | ------ | -------- | ------------------------------------------------ |
| 533 MHz | 中視   | 5.2 kW   | 大台北、桃園市（桃園區、大溪、八德、龍潭、大湳） |
| 581 MHz | 台視   | 7.7 kW   | 大台北、桃園市（桃園區、大溪、八德、龍潭、大湳） |
| 593 MHz | 華視   | 5 kW     | 大台北、桃園市（桃園區、大溪、八德、龍潭、大湳） |